# Blaise Nicolas Le Sueur
Blaise Nicolas Le Sueur ou Lesueur, est un peintre, dessinateur et graveur, né à Paris le 29 octobre 1714 et mort le 19 janvier 1783 à Berlin ; il a dirigé l'Académie des arts de Berlin.

## Biographie
Blaise Nicolas Le Sueur est le fils du dessinateur et graveur parisien Nicolas Le Sueur (1691-1764) ; formé à Paris, il est notamment l'élève du peintre Jean-Baptiste van Loo.
Il s'installe à Berlin à partir de 1748 ; selon Pierre-Jean Mariette, « Vers le milieu de ce siècle, Lesueur fut appelé à Berlin, et il y a, ce que je crois, beaucoup mieux fait ses affaires que s'il étoit resté à Paris. Il y a trouvé de l'occupation (...) Il peint également le paysage et l'histoire et il fait des desseins qui plaisent. ». Le Sueur est membre en 1751 de la Königlich-Preußische Akademie der Künste (Académie des arts de Berlin) ; il succède à Antoine Pesne en 1757 et assurera la direction de cette institution jusqu'à sa mort.
Le Sueur a eu pour élèves entre autres Friedrich Anton Lohrmann (de), Paul Joseph Bardou (de), Heinrich Gottlieb Eckert (1751-1817) et Johann Carl Felber (1743-1768) ; il a eu une influence particulière sur le peintre paysagiste Jacob Philipp Hackert, ainsi que sur son successeur à la direction de l'Académie, le peintre d'histoire Bernhard Rode. Il forme à la gravure Daniel Berger.

## Œuvres

### Tableaux

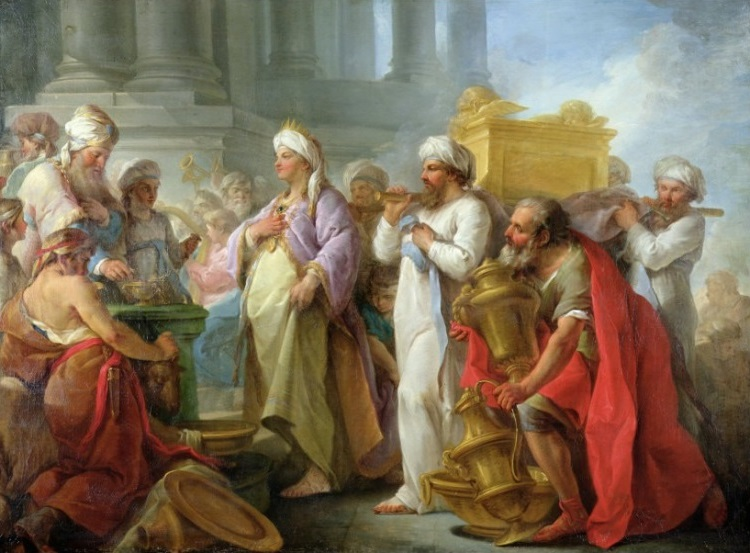
Salomon devant l'arche d'alliance

- Salomon devant l'arche d'alliance, huile sur toile, 1745 : Caen, Musée des beaux-arts[4] ;
- Énée et Ascagne au banquet de Didon, huile sur toile, 1750 : Berlin, Château de Charlottenbourg, n° inventaire GK 4197[5].

### Dessins
- Deux dessins préparatoires pour le Pavillon chinois du palais de Sanssouci, à Potsdam, 1755 : Berlin, Musée de la Marche de Brandebourg, n° inventaire 24922 et 24923[6] ;
- Portrait de femme en buste, pastel, après 1750 : Varsovie, bibliothèque de l'Université, n° inventaire zb. d. 7657[7] ;
- Portrait de monsieur von Schlack, pastel, 1782, pastel : Berlin, Château de Charlottenbourg[7].

Le Sueur est également le dessinateur pour de nombreuses gravures d'interprétation d'après des peintres célèbres, qui sont gravées notamment par Daniel Berger, Georg Friedrich Schmidt et d'autres artistes graveurs ; il dessine également les cartouches pour les titres de cartes géographiques.

### Ouvrages illustrés
- Frédéric II de Prusse, Œuvres du philosophe de Sans–Souci, Potsdam, 1749-1750, illustré de gravures à l'eau-forte de Georg Friedrich Schmidt d'après des dessins de Le Sueur ;
- Principes du dessin, Berlin, 1765 : « ouvrage pour l'enseignement et l'étude du dessin », avec des gravures de Daniel Berger[10].